# Shimomura Yuta
Yuta Shimomura (sinh ngày 1 tháng 5 năm 1990) là một cầu thủ bóng đá người Nhật Bản.

## Sự nghiệp câu lạc bộ
Yuta Shimomura đã từng chơi cho AC Nagano Parceiro, Japan Soccer College, Maruyasu Okazaki và FC Ryukyu.